# Theatertunnel
Der Theatertunnel ist ein 415 Meter langer zweispuriger Straßentunnel in Frankfurt am Main. Er verbindet die Berliner Straße in der Altstadt mit der Gutleutstraße im Bahnhofsviertel. Er verläuft unter der Weißfrauenstraße und dem Willy-Brandt-Platz und unterquert dabei die Neue Mainzer Straße und die Untermainanlage.

## Geschichte
Der Theatertunnel entstand 1971 bis 1974 beim Bau der U-Bahn-Strecke B zusammen mit dem U-Bahnhof Theaterplatz. Er wurde im Frühjahr 1974 eröffnet. Von 1994 bis 2002 fand darin jährlich im August der Tunnel Rave statt, eine zweitägige Technoparty im Stil des Sound of Frankfurt. Veranstaltet wurde diese Techno-Party, die sich erstmals im August 1994 aus Anlass des 1200-jährigen Stadtjubiläums von Frankfurt am Main zutrug, von dem örtlichen Musikclub Batschkapp in Zusammenarbeit mit dem Eventmanager Matthias Grein. Zur Premiere des Tunnel Rave 1994 legten im eigens dafür gesperrten Theatertunnel die Techno-DJs Sven Väth, Marusha und Mark Spoon auf.
2007 bis 2008 wurde der Tunnel modernisiert und dabei vor allem der Brandschutz nach dem aktuellen Stand der Technik erneuert.

## Konstruktion
Das Tempolimit im Tunnel liegt bei 50 Kilometern pro Stunde. Der Tunnel wird von der Tunnelleitzentrale des Landes Hessen videoüberwacht, durch ihn fahren täglich ca. 14.000 Fahrzeuge. Die Durchfahrtshöhe beträgt 4 Meter.